# Cecil Dillon
Cecil Dillon (né le 26 avril 1908 à Toledo aux États-Unis — mort le 13 novembre 1969 à Meaford au Canada) est un joueur professionnel américain de hockey sur glace qui évoluait au poste d'ailier droit.

## Biographie
Dillon commence sa carrière professionnelle en 1928 avec les Indians de Springfield dans la Canadian-American Hockey League. Le 1er janvier 1931, il est vendu aux Rangers de New York de la Ligue nationale de hockey. Il joue ensuite onze saisons avec les Rangers, remportant la Coupe Stanley en 1933. En 1936 et 1937, il fait partie de la deuxième équipes d'étoiles de la LNH puis fait partie de la première équipe l'année suivante. Il prend sa retraite en 1942 après une saison avec les Red Wings de Détroit puis et deux saisons dans la Ligue américaine de hockey.

## Statistiques
| Saison     | Équipe                  | Ligue      |     | Saison régulière | Saison régulière | Saison régulière | Saison régulière | Saison régulière |    | Séries éliminatoires | Séries éliminatoires | Séries éliminatoires | Séries éliminatoires | Séries éliminatoires |
| Saison     | Équipe                  | Ligue      | PJ  | B                | A                | Pts              | Pun              | PJ               | B  | A                    | Pts                  | Pun                  |                      |                      |
| 1927-1928  | Owen Sound Sr. Greys    | OHA-Sr.    |     |                  |                  |                  |                  |                  |    |                      |                      |                      |                      |                      |
| 1928-1929  | Indians de Springfield  | Can-Am     | 33  | 4                | 3                | 7                | 18               |                  |    |                      |                      |                      |                      |                      |
| 1929-1930  | Indians de Springfield  | Can-Am     | 39  | 19               | 13               | 32               | 38               |                  |    |                      |                      |                      |                      |                      |
| 1930-1931  | Indians de Springfield  | Can-Am     | 14  | 9                | 15               | 24               | 10               |                  |    |                      |                      |                      |                      |                      |
| 1930-1931  | Rangers de New York     | LNH        | 25  | 7                | 3                | 10               | 8                | 4                | 0  | 1                    | 1                    | 2                    |                      |                      |
| 1931-1932  | Rangers de New York     | LNH        | 48  | 23               | 15               | 38               | 22               | 7                | 2  | 1                    | 3                    | 4                    |                      |                      |
| 1932-1933  | Rangers de New York     | LNH        | 48  | 21               | 10               | 31               | 12               | 8                | 8  | 2                    | 10                   | 6                    |                      |                      |
| 1933-1934  | Rangers de New York     | LNH        | 48  | 13               | 26               | 39               | 10               | 2                | 0  | 1                    | 1                    | 2                    |                      |                      |
| 1934-1935  | Rangers de New York     | LNH        | 48  | 25               | 9                | 34               | 4                | 4                | 2  | 1                    | 3                    | 0                    |                      |                      |
| 1935-1936  | Rangers de New York     | LNH        | 48  | 18               | 14               | 32               | 12               |                  |    |                      |                      |                      |                      |                      |
| 1936-1937  | Rangers de New York     | LNH        | 48  | 20               | 11               | 31               | 13               | 9                | 0  | 3                    | 3                    | 0                    |                      |                      |
| 1937-1938  | Rangers de New York     | LNH        | 48  | 21               | 18               | 39               | 6                | 3                | 1  | 0                    | 1                    | 0                    |                      |                      |
| 1938-1939  | Rangers de New York     | LNH        | 48  | 12               | 15               | 27               | 6                | 1                | 0  | 0                    | 0                    | 0                    |                      |                      |
| 1939-1940  | Red Wings de Détroit    | LNH        | 44  | 7                | 10               | 17               | 12               | 5                | 1  | 0                    | 1                    | 0                    |                      |                      |
| 1940-1941  | Capitals d'Indianapolis | LAH        | 15  | 1                | 6                | 7                | 2                |                  |    |                      |                      |                      |                      |                      |
| 1940-1941  | Reds de Providence      | LAH        | 34  | 8                | 14               | 22               | 2                | 4                | 0  | 0                    | 0                    | 2                    |                      |                      |
| 1941-1942  | Hornets de Pittsburgh   | LAH        | 51  | 13               | 23               | 36               | 2                |                  |    |                      |                      |                      |                      |                      |
| Totaux LNH | Totaux LNH              | Totaux LNH | 453 | 167              | 131              | 298              | 105              | 43               | 14 | 9                    | 23                   | 14                   |                      |                      |